# Козин, Николай Васильевич
Николай Васильевич Козин (5 августа 1922, Люберецкий район, Московский округ — 30 марта 1996, Москва) — советский военачальник, генерал-майор Советской Армии, лауреат Ленинской премии.

## Биография
Николай Васильевич Козин родился 5 августа 1922 года в деревне Макаровка (ныне — Люберецкий район Московской области). В 1940 году он был призван на службу в Рабоче-Крестьянскую Красную Армию. В 1941 году Козин ускоренным курсом окончил Одесское артиллерийское училище и был направлен на фронт Великой Отечественной войны. Воевал на Западном и 3-м Белорусском фронтах. После окончания войны продолжил службу в Советской Армии.
В 1953 году Козин с отличием окончил факультет вооружения Военной артиллерийской академии имени Ф. Э. Дзержинского, после чего был направлен на службу на Семипалатинский полигон. Участвовал в испытаниях новейших моделей советского ядерного оружия, в частности, в испытаниях высотных ядерных взрывов на высотах 60, 150 и 300 километров. В 1963 году на основе своих научных изысканий в этой области Козин выпустил двухтомный труд «Высотный ядерный взрыв и его поражающее действие», который в 1966 году был отмечен Ленинской премией. В 1964 году он также защитил кандидатскую диссертацию.
С 1958 года служил Центральном научно-исследовательском институте Министерства обороны СССР, сначала возглавлял отдел, затем был заместителем начальника, начальником управления. В 1981 году Козину было присвоено воинское звание генерал-майора. В 1988 году он вышел в отставку. Проживал в Москве. Умер 30 марта 1996 года, похоронен на Кунцевском кладбище Москвы.
Был также награждён орденами Ленина, Отечественной войны 1-й и 2-й степеней, Трудового Красного Знамени, два ордена Красной Звезды, «За службу Родине в Вооружённых Силах СССР» 3-й степени, рядом медалей.